# Selección de fútbol sub-21 de Bosnia y Herzegovina
La Selección de fútbol sub-21 de Bosnia y Herzegovina es la selección de fútbol compuesta por jugadores de 21 años o menos que representan a Bosnia y Herzegovina en los torneos de ese nivel. Nunca ha clasificado a un torneo oficial, siendo lo más cerca la Clasificación para la Eurocopa Sub-21 de 2007 donde perdieron en la ronda de playoff ante República Checa por marcador global de 2-3.

## Récord

### Eurocopa Sub-21
| Récord Eurocopa Sub-21 | Récord Eurocopa Sub-21 | Récord Eurocopa Sub-21 | Récord Eurocopa Sub-21 | Récord Eurocopa Sub-21 | Récord Eurocopa Sub-21 | Récord Eurocopa Sub-21 | Récord Eurocopa Sub-21 | Récord Eurocopa Sub-21 |    | Récord Clasificatorio | Récord Clasificatorio | Récord Clasificatorio | Récord Clasificatorio | Récord Clasificatorio | Récord Clasificatorio | Récord Clasificatorio |
| Año                    | Ronda                  | J                      | G                      | E                      | P                      | GF                     | GC                     | GD                     | J  | G                     | E                     | P                     | GF                    | GC                    | GD                    |                       |
| 1998                   | No clasificó           | No clasificó           | No clasificó           | No clasificó           | No clasificó           | No clasificó           | No clasificó           | No clasificó           | 8  | 1                     | 2                     | 5                     | 6                     | 18                    | -12                   |                       |
| 2000                   | No clasificó           | No clasificó           | No clasificó           | No clasificó           | No clasificó           | No clasificó           | No clasificó           | No clasificó           | 10 | 2                     | 1                     | 7                     | 11                    | 24                    | -13                   |                       |
| 2002                   | No clasificó           | No clasificó           | No clasificó           | No clasificó           | No clasificó           | No clasificó           | No clasificó           | No clasificó           | 8  | 0                     | 1                     | 7                     | 5                     | 17                    | -12                   |                       |
| 2004                   | No clasificó           | No clasificó           | No clasificó           | No clasificó           | No clasificó           | No clasificó           | No clasificó           | No clasificó           | 8  | 4                     | 1                     | 3                     | 6                     | 10                    | -4                    |                       |
| 2006                   | No clasificó           | No clasificó           | No clasificó           | No clasificó           | No clasificó           | No clasificó           | No clasificó           | No clasificó           | 10 | 3                     | 1                     | 6                     | 17                    | 20                    | -3                    |                       |
| 2007                   | No clasificó           | No clasificó           | No clasificó           | No clasificó           | No clasificó           | No clasificó           | No clasificó           | No clasificó           | 4  | 1                     | 2                     | 1                     | 6                     | 6                     | =0                    |                       |
| 2009                   | No clasificó           | No clasificó           | No clasificó           | No clasificó           | No clasificó           | No clasificó           | No clasificó           | No clasificó           | 8  | 1                     | 1                     | 6                     | 7                     | 17                    | -10                   |                       |
| 2011                   | No clasificó           | No clasificó           | No clasificó           | No clasificó           | No clasificó           | No clasificó           | No clasificó           | No clasificó           | 8  | 2                     | 2                     | 4                     | 4                     | 8                     | -4                    |                       |
| 2013                   | No clasificó           | No clasificó           | No clasificó           | No clasificó           | No clasificó           | No clasificó           | No clasificó           | No clasificó           | 10 | 6                     | 2                     | 2                     | 25                    | 12                    | +13                   |                       |
| 2015                   | No clasificó           | No clasificó           | No clasificó           | No clasificó           | No clasificó           | No clasificó           | No clasificó           | No clasificó           | 8  | 2                     | 0                     | 6                     | 10                    | 22                    | -12                   |                       |
| 2017                   | No clasificó           | No clasificó           | No clasificó           | No clasificó           | No clasificó           | No clasificó           | No clasificó           | No clasificó           | 8  | 0                     | 3                     | 5                     | 2                     | 13                    | -11                   |                       |
| 2019                   | No clasificó           | No clasificó           | No clasificó           | No clasificó           | No clasificó           | No clasificó           | No clasificó           | No clasificó           | 10 | 6                     | 0                     | 4                     | 24                    | 11                    | +13                   |                       |
| 2021                   | No clasificó           | No clasificó           | No clasificó           | No clasificó           | No clasificó           | No clasificó           | No clasificó           | No clasificó           | 8  | 3                     | 2                     | 3                     | 9                     | 7                     | +2                    |                       |
| 2023                   | No clasificó           | No clasificó           | No clasificó           | No clasificó           | No clasificó           | No clasificó           | No clasificó           | No clasificó           | 10 | 3                     | 2                     | 5                     | 9                     | 16                    | -7                    |                       |
| Total                  | 0/11                   | 0                      | 0                      | 0                      | 0                      | 0                      | 0                      | 0                      |    | 118                   | 34                    | 20                    | 64                    | 141                   | 201                   | –60                   |

## Entrenadores
| Periodo       | Nombre                |
| ------------- | --------------------- |
| 2022–presente | Igor Janković         |
| 2020–2022     | Slobodan Starčević    |
| 2017–2019     | Vinko Marinović       |
| 2014–2016     | Darko Nestorović      |
| 2011–2014     | Vlado Jagodić         |
| 2008–2011     | Branimir Tulić        |
| 2007–2008     | Nikola Nikić          |
| 2002–2007     | Ibrahim Zukanović     |
| 2001–2002     | Admir Smajić          |
| 1998–2001     | Šener Bajramović      |
| 1998          | Mišo Smajlović        |
| 1996–1998     | Nermin Hadžiahmetović |